# Huelmos de San Joaquín
Huelmos de San Joaquín es una localidad del municipio de Valdunciel, en la comarca de La Armuña, provincia de Salamanca, España.

## Etimología
El origen del nombre de Huelmos se debe al nombre del árbol denominado olmo. Como indica Riesco Chueca, la diptongación parece presuponer una forma vulgar. Las formas con reforzamiento velar del diptongo, Güelmos, son comunes en la lengua leonesa. Así, existen varios Huelmos (o Luelmo) en el antiguo Reino de León como la alquería Huelmos y Casasolilla, en Carrascal del Obispo (Salamanca), Huelmos de Cañedo (también en Valdunciel), o Luelmo en Sayago, voz esta última correspondiente con el mismo nombre pero articulado (L'Huelmo > Luelmo). Asimismo, se recoge en la toponimia menor en el término de Castellanos de Villiquera (donde se registra un paraje de El Huelmo de Cedillos) y en Alcuetas (León) (donde existe el topónimo menor El Huelmo).

## Demografía
En 2019 Huelmos de San Joaquín contaba con 6 habitantes, de los cuales 3 eran hombres y 3 mujeres. (INE 2019)
| Gráfica de evolución demográfica de Huelmos de San Joaquín entre 2000 y 2019             |
|                                                                                          |
| Fuente: Instituto Nacional de Estadística de España - Elaboración gráfica por Wikipedia. |